# Ганнівський ліс
Ганнівський ліс — ботанічна пам'ятка природи, знаходиться в Перевальському районі Луганської області на південь від села Ганнівка. 
Заповідана 24 лютого 2012 року рішенням Луганської облради № 10/53. 

## Площа
Орієнтовна площа 450 га.

## Розташування
Ганнівський ліс розташований за межами населених пунктів, на території, яка (за даними державного земельного кадастру) враховується у Червонопрапорській сільській раді Перевальського району Луганської області. Знаходиться в байрачному лісі, який вкриває схили розгалуженої балкової системи. 

## Опис
В Ганнівському лісі зростає близько 40 видів деревно-чагарникових рослин. Головна порода — дуб звичайний. Серед інших дерев — в’яз дрібнолистий, ясень зелений та звичайний, клен гостролистий та польовий, вільха чорна, липа серцелиста, тополя.
На території завдяки відсутності інтенсивної господарської діяльності людини, попри близьке розташування промислових об’єктів та населених пунктів, збереглося біологічне різноманіття. Тут зустрічаються види рослин, занесені до Червоної книги України: волошка донецька, шафран сітчастий, дельфіній Сергія, рястка Буше, тюльпан дібровний, рябчик руський, ковили волосиста, пухнастолиста, Лессінга.
У 2012 році був проведений аналіз ландшафтного складу ПЗФ Луганської області. За його результатами було встановлено співвідношення площі основних типів ландшафтів для даної території: степи – 35%. умовно природні ліси – 65%.